# Loasa picta
Loasa picta là một loài thực vật có hoa trong họ Loasaceae. Loài này được Hook. f. mô tả khoa học đầu tiên năm 1849.